# Кодаки
Кода́ки (укр. Кодаки) — село, входит в Васильковский район Киевской области Украины.
Население по переписи 2001 года составляло 1313 человек. Телефонный код — 4471.

## Местный совет
08645, Киевская обл., Васильковский р-н, с. Кодаки, пл. Ленина, 1.

## История
Село Кодаки было в составе Барахтянской волости Васильковского уезда Киевской губернии. В селе была Покровская церковь.

## Известные жители и уроженцы
- Диптан, Ольга Климентьевна (1912—1998) — дважды Герой Социалистического Труда.